# Kurt Öberg
Kurt Erik Öberg, född 4 april 1953 i Enskede församling, Stockholms län, är en svensk manusförfattare och dramaturg. Öberg är tillsammans med Moni Nilsson manusförfattare till filmen Hoppet från 2007 som vunnit flera festivalpris, däribland pris för bästa manus vid filmfestivalen Carrousel international du film de Rimouski i Kanada. Som dramaturg har han haft del i filmerna Orion (2013), Knäcka (2009), Sveriges bästa svensk (2016) och Måste Gitt (2017).
Öberg är även medförfattare till manus för filmen Lavado em Lagrimas, av den portugisiske regissören Rosa Coutinho Cabral, 2006. År 2005 startade han utbildningen Manuspiloterna, en utbildning i filmmanus i Alby i Botkyrka, där han är huvudlärare och kursansvarig.

## Biografi
Under 1980-talet turnerade han flitigt med barnteater, som trubadur och musikalisk arrangör. Han medverkade i bland annat Bengt Wittströms program Sånger av och med Kurt Öberg för Sveriges Radio P3 och Arcanum med egna tonsättningar av den svenske poeten Olle Svensson tillsammans med skådespelaren Peter Stormare i Sveriges Radio P1.
Under det tidiga 2000-talet samarbetade han med bland annat Teater Barbara i Stockholm som kompositör till pjäserna Sagan om Perseus, Guds lille narr och Tusen och en natt. Han är författare till bland annat scenpjäsen Bleke på Södra Teatern 1992-93 tillsammans med Annika Wallin och radiopjäsen Schakt på radioteatern, 1995, i regi av Peter Luckhaus med bland annat skådespelarna Mikael Persbrandt, Stefan Larsson och Annika Wallin, samt medförfattare till Orfeus - Dödsriket tur och retur på Byteatern, Kalmar läns teater, 2008 (huvudförfattare och regissör Ulf Evrén). Han är dramaturg till Jasper Lakes dokumentärfilm Styvfar och demonen (2006) och pjäsen Serendip för Teater Barbara (2011).
Öberg var dramaturg hos Zingo Film & TV AB i Stockholm 2002-2006. År 2005 startade han utbildningen Manuspiloterna, en utbildning i filmmanus i Alby i Botkyrka där han sedan arbetat som huvudlärare och kursansvarig.
Kurt Öberg är tillsammans med Moni Nilsson manusförfattare till filmen Hoppet från 2007 som vunnit flera festivalpris, bland annat för bästa manus vid filmfestivalen Carrousel international du film de Rimouski i Kanada. Han har som dramaturg haft del i filmerna Orion (2013) Knäcka (2009) och Måste Gitt (2017).